# 성원여객 (부산)
주식회사 성원여객(株式會社 成元旅客)은 경상남도 김해시 삼계동에 본사를 둔 부산광역시의 시내버스 운송 업체이며 신명차량사업소 북쪽에 차고지가 있다.

## 역사 및 현황
1980년 4월 22일 태화여객 김해영업소 일부 차량을 분산시켜 우진여객(宇進旅客)이라는 상호로 설립되었고, 1983년 영진여객, 1984년은 한진여객이었다가 2007년 6월 1일에 현재의 사명으로 변경하였다. 주로 김해시 구산동이 종점인 노선을 맡고 있으며 2007년 이후로는 121번을 공동배차 하였다. 부산광역시 사상구 사상로 456 (모라동)으로 면허가 등록되어 있다. 하지만 삼진여객과 공동배차하던 121번과는 이제 더 이상 공동배차하지 않는 대신 126번과 급행 1009번을 공동배차하였다.
본래 차고지는 구산동 금진여객 차고지를 같이 쓰고 있다가, 2015년 6월에 삼계동 신명차량사업소 북쪽으로 이전했다. 그러나 김해시청에서 삼계동차고지를 기종점으로 인가해 주지 않아 구산동으로 공차회송해서 운행 중이다. 김해에 차고지가 있는 부산 업체들이 2023년 7월 29일에 대거 강서공영차고지로 이전함에 따라 김해 - 부산 노선들에 공백이 생기면서, 김해시청이 성원여객의 삼계동차고지 - 명지동 노선의 신설을 승인함에 따라 122번만 삼계동차고지의 기종점 인가를 정식으로 받아서 승하차를 받고 있다.

## 차고지
- 경상남도 김해시 생림대로90번길 9 (삼계동) (성원여객 삼계차고지: 122번삼계동 시종착),123번, 127번 상시주박 및 관리[1])

## 운행 노선

### 시내버스
- ● 122번 : 김해시 삼계동 ↔ 가야대역 ↔ 김해세무서 ↔ 가락동행정복지센터 ↔ 득천사거리 ↔ 에코델타시티 ↔ 을숙도 ↔ 하단역(내 최애 버스)
- ● 123번 : 김해시 구산동 ↔ 김해시청 ↔ 낙동중학교 ↔ 삼락동 ↔ 감전동 ↔ 사상역 ↔ 엄궁동
- ● 127번 : 김해시 구산동 ↔ 내외동 ↔ 김해여객터미널 ↔ 김해중부경찰서 ↔ 동김해IC ↔ 대사리 ↔ 평강 ↔ 덕천교차로 ↔ 만덕역 ↔ 미남역 ↔ 동래역

### 이전 보유 노선
- ● 121번 : 금곡동 ↔ 덕천역 ↔ ↔ 만덕2.3동 ↔장전동(2023년 7월 29일에 공동 배차 철수, 이 노선은 삼진여객과 공동 배차로 운행했다.)
- ● 126번 : 금곡동 ↔ 덕천역 ↔ 낙동대로 ↔ 구덕운동장 ↔ 남포동(2023년 7월 29일에 공동 배차 철수, 이 노선은 삼진여객과 공동 배차로 운행했다.)
- ● 1009번 : 금곡동 ↔ 덕천역 ↔ 김해공항 ↔ 명지국제신도시 ↔ 삼성자동차 ↔ 부산신항만 ↔ 가덕도선창 (2023년 7월 29일 노선 변경과 동시에 공동 배차 철수, 이 노선은 금진여객, 삼진여객과 공동 배차로 운행했다.)

## 보유 차량

#### KGM커머셜
- KGM 스마트 110

#### 자일대우버스
- 자일대우 NEW BS106

#### 현대자동차
- 현대 뉴 프리미엄 유니버스 엘레강스

#### 우진산전
- 우진산전 아폴로 1100